# Arthroleptis reichei
Arthroleptis reichei är en groddjursart som beskrevs av Fritz Nieden 1911. Arthroleptis reichei ingår i släktet Arthroleptis och familjen Arthroleptidae. IUCN kategoriserar arten globalt som nära hotad. Inga underarter finns listade i Catalogue of Life.